# Domingo Catalán
Domingo Catalán (Barcellona, 4 agosto 1948) è un ex ultramaratoneta ed ex maratoneta spagnolo.

## Biografia
Nel 1987 ha vinto la medaglia d'oro nella prima edizione della storia dei Campionati del mondo di 100 km, corsa in concomitanza alla Notte delle Fiandre, con un tempo di 6h19'35" che era anche il primato nazionale spagnolo sulla distanza in questione; è stato campione del mondo anche nell'edizione successiva, corsa a Santander, nella quale ha ottenuto un tempo di 6h34'41", mentre nel 1992 ha vinto una medaglia d'argento nella medesima rassegna mondiale, a Palamós. Parallelamente all'attività come ultramaratoneta (vinse anche due titoli nazionali spagnoli sui 100 km e corse svariate altre gare in Spagna su questa stessa distanza nel corso di tutti gli anni '80) fu anche un maratoneta di buon livello, vincendo anche una medaglia di bronzo ai campionati spagnoli in questa specialità e conquistando vari piazzamenti di rilievo in maratone di livello internazionale (tra cui una vittoria a Santander, un secondo posto a Valencia, un secondo posto a Barcellona, un quarto posto a Siviglia e vari piazzamenti nelle prime dieci posizioni a Barcellona, Ginevra e nei campionati nazionali spagnoli oltre che in altre maratone minori in varie città europee).

## Campionati nazionali
1985
- 8º ai campionati spagnoli di maratona - 2h18'39"

1986
- Bronzo ai campionati spagnoli di maratona - 2h20'26"

1990
- Oro ai campionati spagnoli, 100 km - 6h47'01"

1992
- Oro ai campionati spagnoli, 100 km - 6h50'14"

## Altre competizioni internazionali
1980
- Argento alla Maratona di Barcellona ( Barcellona)

1983
- 5º alla Maratona di Barcellona ( Barcellona) - 2h17'46"

1984
- 39º alla Maratona di New York ( New York) - 2h26'33"
- 8º alla Maratona di Barcellona ( Barcellona) - 2h18'54"
- 9º alla Maratona di Ginevra ( Ginevra) - 2h19'30"

1986
- Argento alla Maratona di Valencia ( Valencia) - 2h22'25"

1987
- Oro alla Notte delle Fiandre ( Torhout), 100 km - 6h19'35"
- 4º alla Maratona di Siviglia ( Siviglia) - 2h19'22"